# Władysław Dziewulski
Władysław Dziewulski (sinh ngày 2 tháng 9 năm 1878 - mất ngày 6 tháng 2 năm 1962) là một nhà thiên văn học và nhà toán học người Ba Lan. Ông là tác giả của hơn 200 bài báo khoa học.

## Tiểu sử
Władysław Dziewulski nghiên cứu khoa học tại thủ đô Warsaw. Năm 1902, ông chuyển đến Đại học Göttingen ở Đức để hoàn thành chương trình học. Năm 1903, ông được bổ nhiệm làm trợ lý tại đài quan sát thiên văn ở Kraków thuộc Đại học Jagiellonia. Năm 1906, ông hoàn thành luận án tiến sĩ tại Đại học Jagiellonia.
Năm 1919, ông trở thành giáo sư của Đại học Stefan Batory ở Vilnius, và trong giai đoạn 1924-1925, ông cũng là hiệu trưởng của đại học này. Sau đó, ông chuyển đến làm việc tại Đại học Nicolaus Copernicus ở Toruń và sinh sống ở Toruń cho đến khi ông qua đời.

## Vinh dự
Miệng núi lửa Dziewulski trên mặt trăng được đặt theo tên ông.